# Thomas Hampson (śpiewak)
Thomas Hampson (ur. 28 czerwca 1955 w Elkhart w stanie Indiana) – amerykański śpiewak operowy, baryton.
Od 2010 roku członek Amerykańskiej Akademii Sztuk i Nauk. Odznaczony krzyżem oficerskim Orderu Pro Merito Melitensi przyznawanego przez Suwerenny Rycerski Zakon Szpitalników Św. Jana, z Jerozolimy, z Rodos i z Malty (2006) oraz krzyżem kawalerskim francuskiego Orderu Sztuki i Literatury (2002).